# Kiwu Południowe
Kiwu Południowe (fr. Sud-Kivu) – prowincja w Demokratycznej Republice Konga. Stolicą prowincji jest Bukavu.
Prowincja obejmuje wyspę Idjwi na Jeziorze Kiwu. 